# Дьалама
Дьалама (Jалама, ялама), Кыйра — обрядовые священные ленточки на Горном Алтае, использующиеся в качестве подношения духам жилища, родовым духам, духам гор, рек, источников (аржанов), перевалов, к гривам посвященных божествам коней, Алтай-Кудаю, Ак-Быркану. Входит в список объектов нематериального культурного наследия Республики Алтай.

## Описание
Лента из хлопчатобумажного полотна (ткань должна быть обязательно натуральной) чаще всего белого и светло-синего (голубого) цвета, кроме того ленты могут быть жёлтого и светло-зелёного цветов. Шириной 3-4 см и длинной 70-90 см. Ленты приготавливаются заранее, обязательно из новой ткани. Предварительно ленты окуриваются дымом арчина (можжевельника), тем самым освящаются.

От ткани не берётся край, его обязательно нужно оборвать и сжечь в очаге. Ленту нельзя отрезать, следует отрывать только вручную.

В случае отсутствия подходящей материи, разрешается повязать две волосинки из гривы коня вместо дьаламы, кыйра также разрешается заменить конским волосом или букетиком цветов из чётного числа белых, голубых, жёлтых цветов.

## Исторические корни
Обычай нашивания, привязывания ленточек, косичек, лоскутов материи на священных животных, деревья и другие предметы, существовал в архаичном прошлом всех тюркско-монгольских народов Центральной Азии вообще и Южной Сибири в частности. Возможно, что основной термина ялама (якут. салама, тув. чалама) является древнетюркское слово — шал (грива). Скорее всего первоначально в качестве дьалама вешали волосы из конской гривы, что символизировало жертву коня. Поэтому данный термин — исконно тюркского происхождения.

## Различие между Кыйра и Дьалама
Термин и понятие Дьалама (ялама) более архаичен и присущ всему тюркско-монгольскому миру и всем шаманистам Южной Сибири. В более позднем бурханизме, лента из светлой ткани получила новое название — Кыйра. Различия между Дьалама и Кыйра таким образом носят в основном семантический характер и касаются субъекта применения, при том что их функциональная нагрузка практически одинаковая. Название «кыйра» в основном распространено в Усть-Канском, Усть-Коксинском, Шебалинском, Онгудайском районах Республики Алтай.
Из тонкостей в различиях исполнения культа можно отметить: Дьалама нельзя привязывать в местах бурханистких молений, число лент дьалама как правило нечётное, в отличие от обязательного привязывания кыйра в четном количестве.

В шаманизме, ленточки дьалама привязываются к рукоятке бубнов.

## Места привязывания лент
И Дьалама и Кыйра являются посвятительной жертвой, обращением к силам природы с благопожеланиями и просьбами. Ленты принято повязывать на перевалах как благодарность Алтайдынг Ээзи и возможность продолжить путь, у целебных источников (аржанов) их посвящают Аржан Ээзи в надежде что дух источника поможет лечению, при переправах рек обращаются к Дьер-Суу, при совершении обряда Алтай Кодургени (восхваление Алтая), Jep такыганы (восхваление местности).
Священной местности могут принести жертву в виде ыйык мал (священного животного), это либо кони белой масти, либо светлые овцы. Для этого к спине выбранного животного привязывается ленточка и животное отпускается в стадо. Животное не закалывается и после естественной смерти, духам гор посвящают другое животное.
В южных безлесных районах, при отсутствии деревьев ленточками дьалама обвязывают камни и опускают на Обо.

## Исполнение обряда
Ленты привязываются на ветки деревьев, кустарников, при этом выбираются растения листопадные, не вечнозелёные (берёза, лиственница, тополь, тальник и др.), при отсутствии деревьев, на деревянные шесты воткнутые в ритуальные сооружения Обо таш или просто в землю. Привязывают ленты с восточной стороны, мужчинам необходимо снять головной убор, при этом человек должен назвать свое имя, род, сказать о цели прибытия. После того, как лента привязана, необходимо отойдя на несколько шагов произнести молитву и благодарности высшим силам.
Обряд привязывания лент не производится в убывающую луну, в тёмное время суток, и в течение года (40 дней у теленгитов), если у человека была утрата в семье или в близком кругу.

## Неверная трактовка обряда
Недостаточное понимание сути обряда приводит к тому, что люди далёкие от культурных основ местных традиций (в основном туристы) стремясь подражать внешним проявлениям, привязывают первые попавшиеся под руку предметы на ветви деревьев. Причём часто это происходит в местах родовых молений, на значимых для местного населения перевалах, источниках и тому подобное.
Люд-туристы нередко  считают, что лента «исполняет желание», и торопливо привязывают на кустарники и деревья различные материалы которые не имеют биоразлагаемой основы (искусственный шёлк, полиэтиленовые пакеты, капрон, искусственная кожа, полиэстер, целлофан) что превращает дерево в «куст мусора» и приводит к экологическому загрязнению местности.

## Галерея

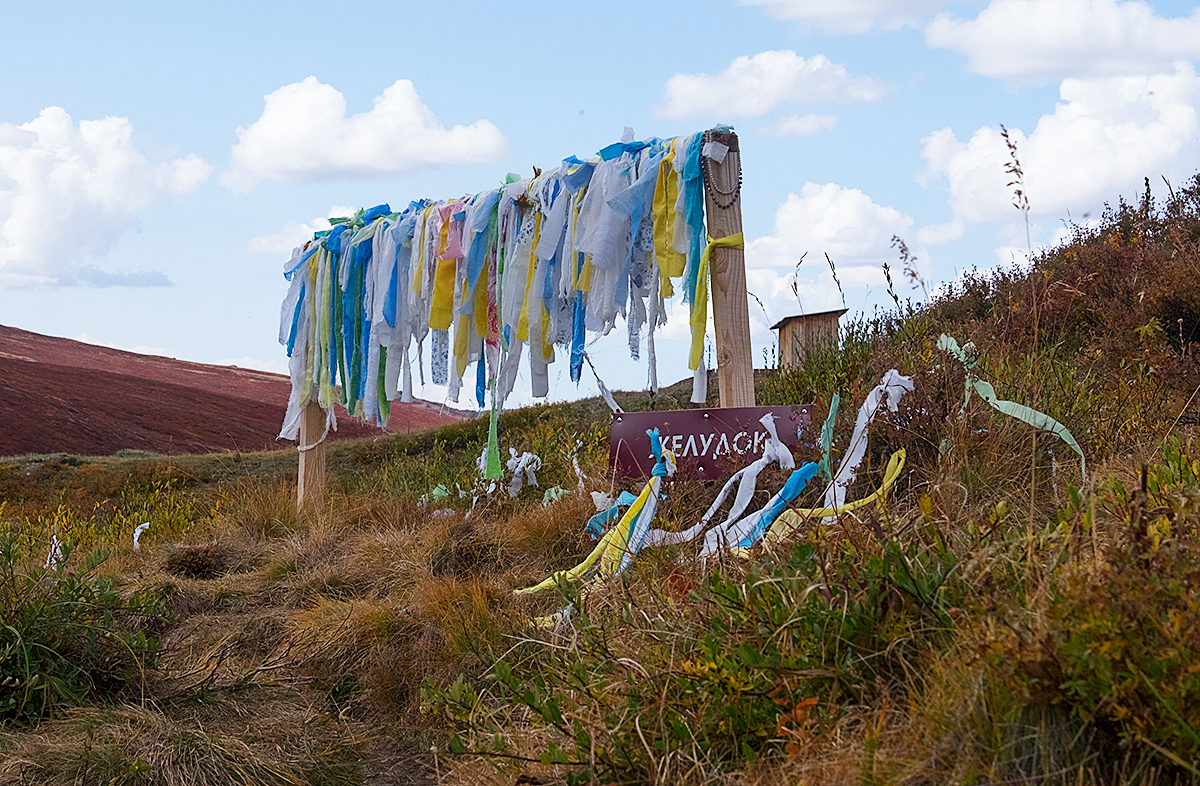
Обрядовые ленточки на Бугузунском источнике
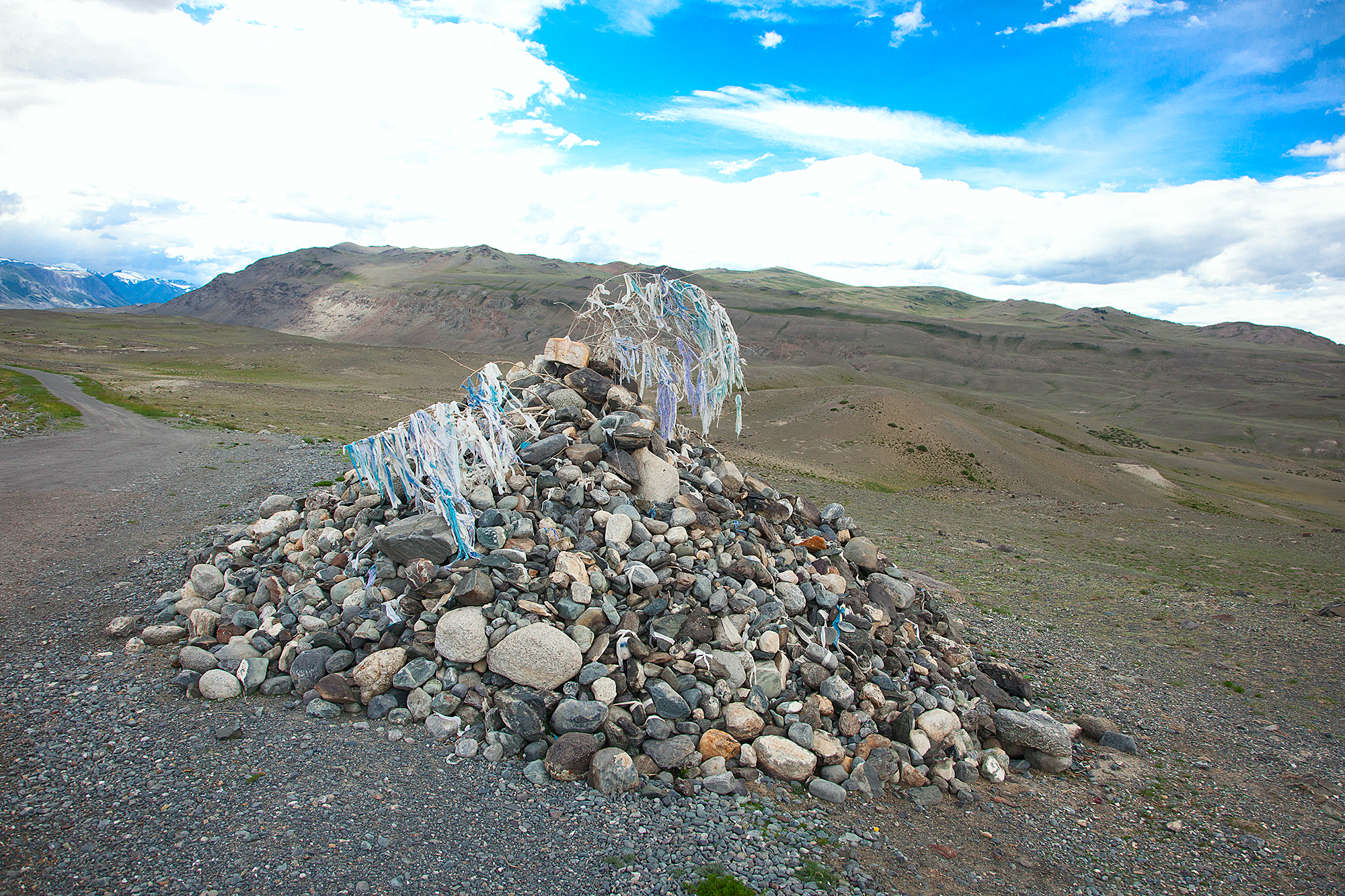
Обо на перевале возле села Белтир
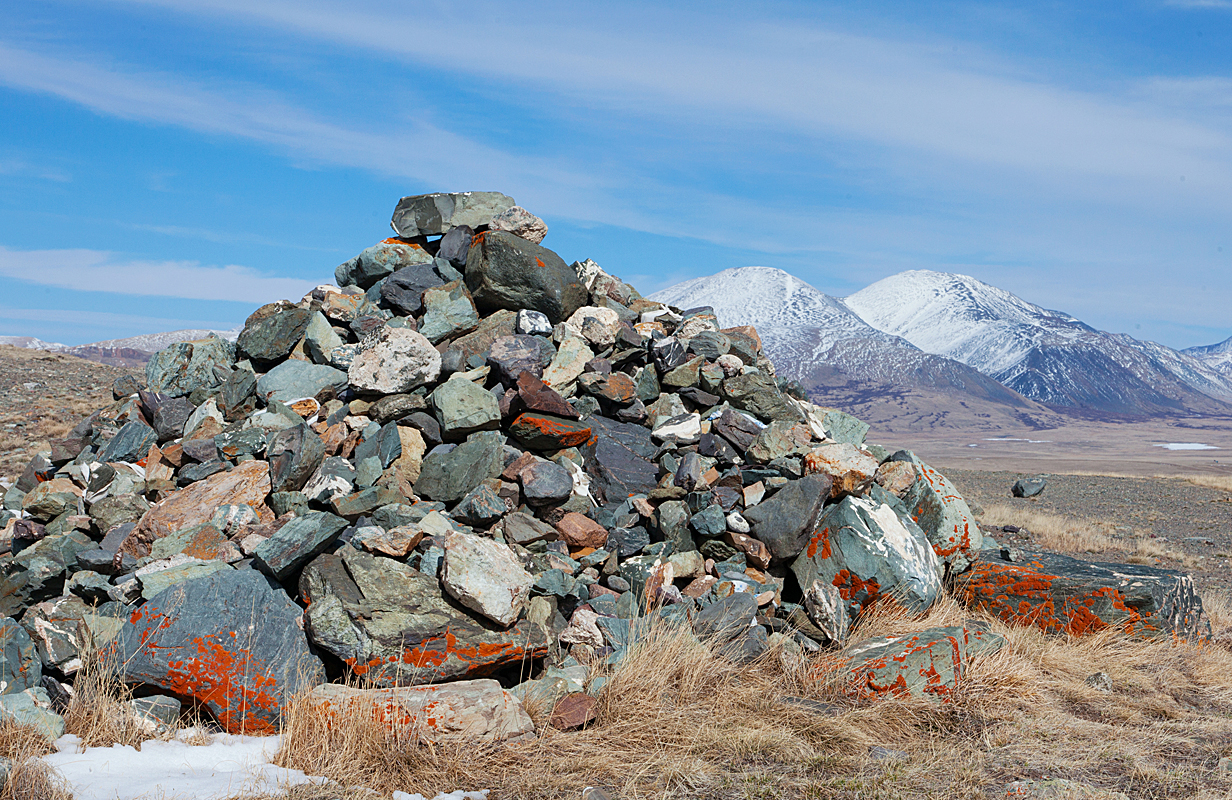
Обо в Кош-Агачском районе, ленточки привязаны прямо к камням
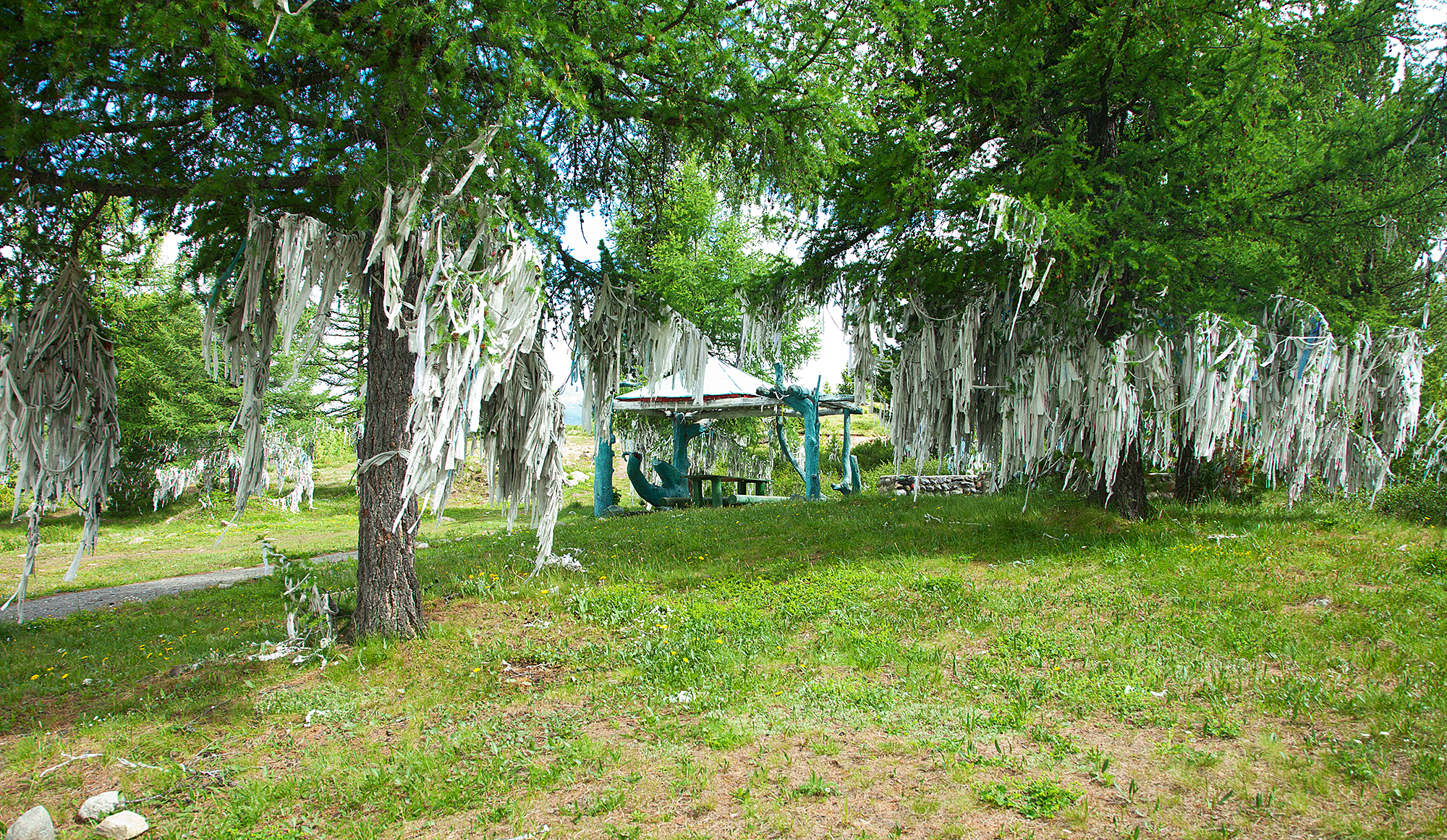
На Улаганском перевале
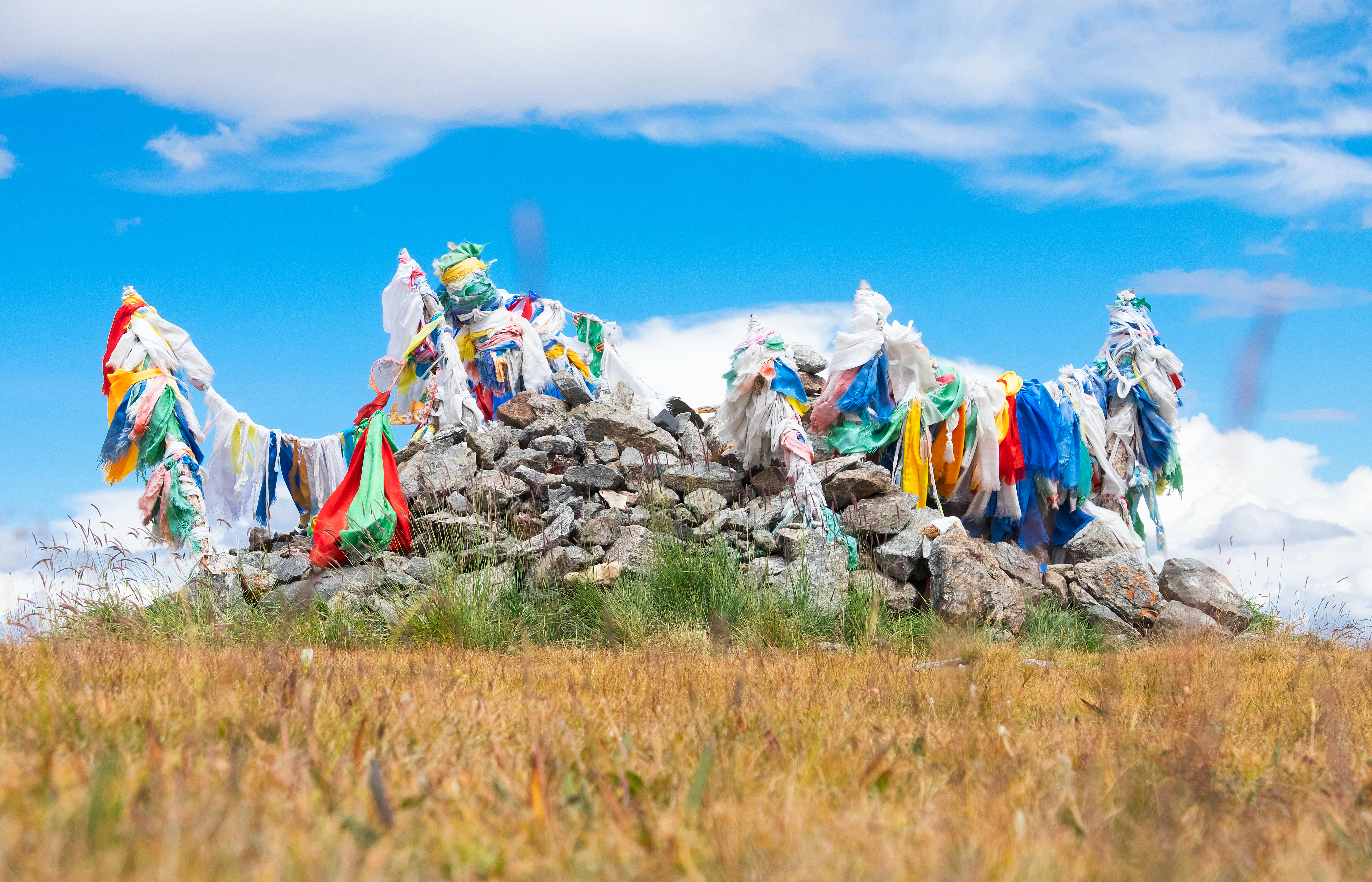
На Бугузунском перевале. Буддистский хадак и дяалама на одном шесте
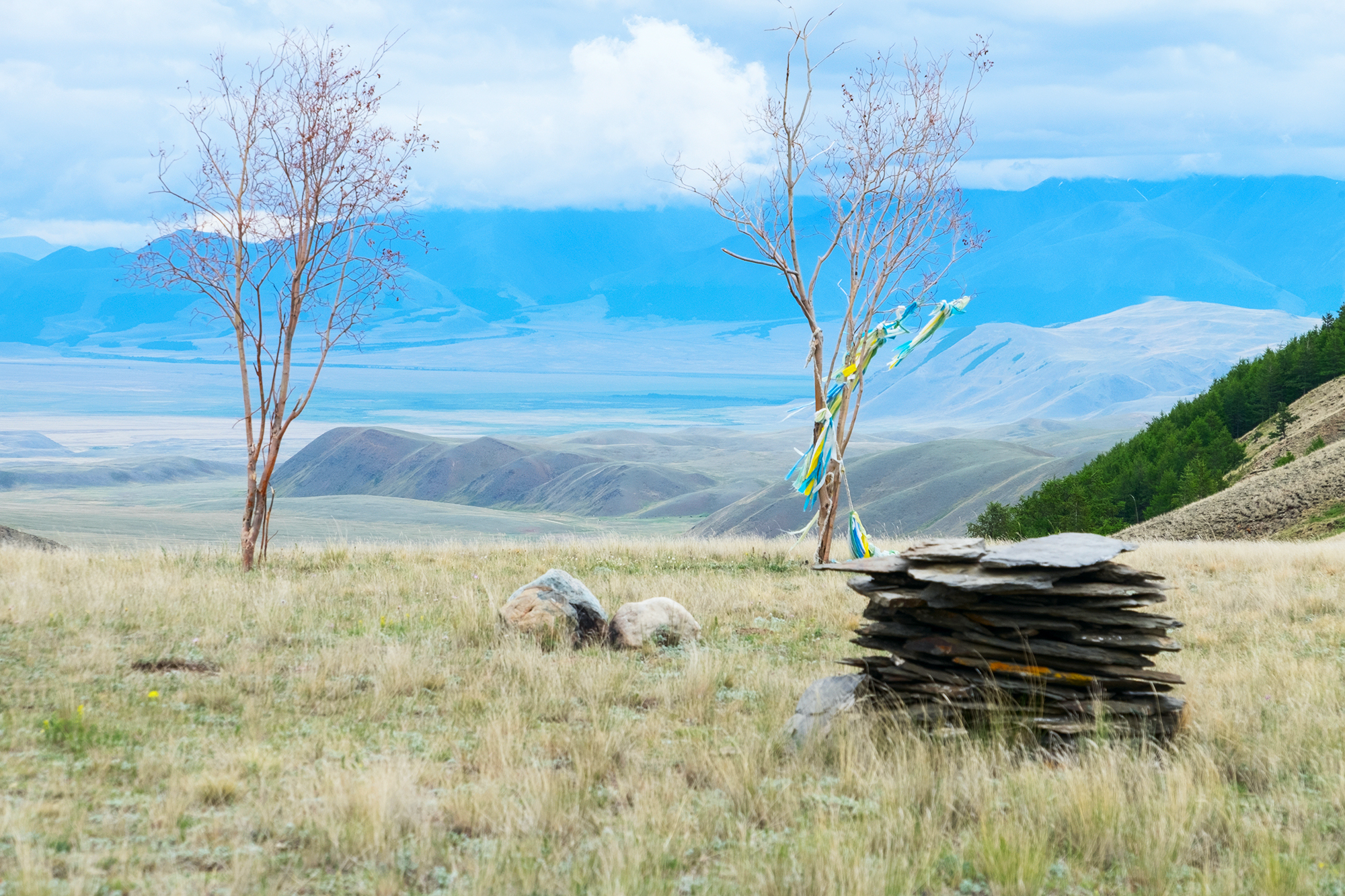
Ленточки дьалама привязаны к воткнутым в землю стволам деревьев. Кош-Агачский район